# أوتو جيه كيه

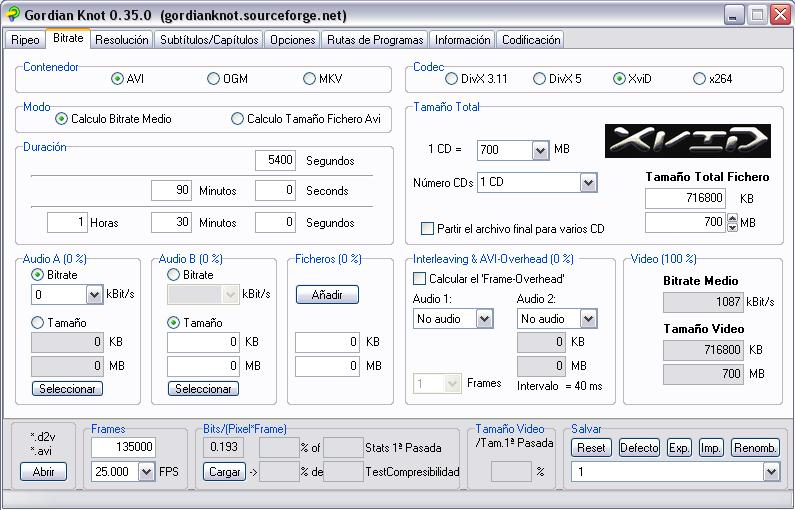

أوتو جيه كيه (بالإنجليزية: AutoJK)‏ وهو الاسم المختصر لبرنامج Gordian Knot الذي يُستخدم في تحويل ملفات الفيديو الدي في دي بعد فك تشفيرها من حجمها الكبير إلى حجم مقبول نسبياً يُحدده المستخدم من إعدادات البرنامج وبصيغ متوافقة ممع الكمبيوتر وهي ميديا بلاير avi .

## ملحقات البرنامج
يأتي مع تثبيت البرنامج مجموعة من البرمجيات الملحقة الداعمة لعمل البرنامج وهي :
1. Main Gordian Knot Program
2. VirtualDubMod
3. NanDub
4. AviSynth PlugIns
5. Besweets + azidts
6. DGMPGDec
7. ChapterXtractor
8. vStrip
9. Robot4Rip
10. VobSub Rip Wizard
11. دايركت فوب سب
12. AviSynth

## وصلات خارجية
- أوتو جيه كيه على موقع SourceForge (الإنجليزية)
- Gordian Knot Homepage
- Gordian Knot SourceForge